# Billetttasche

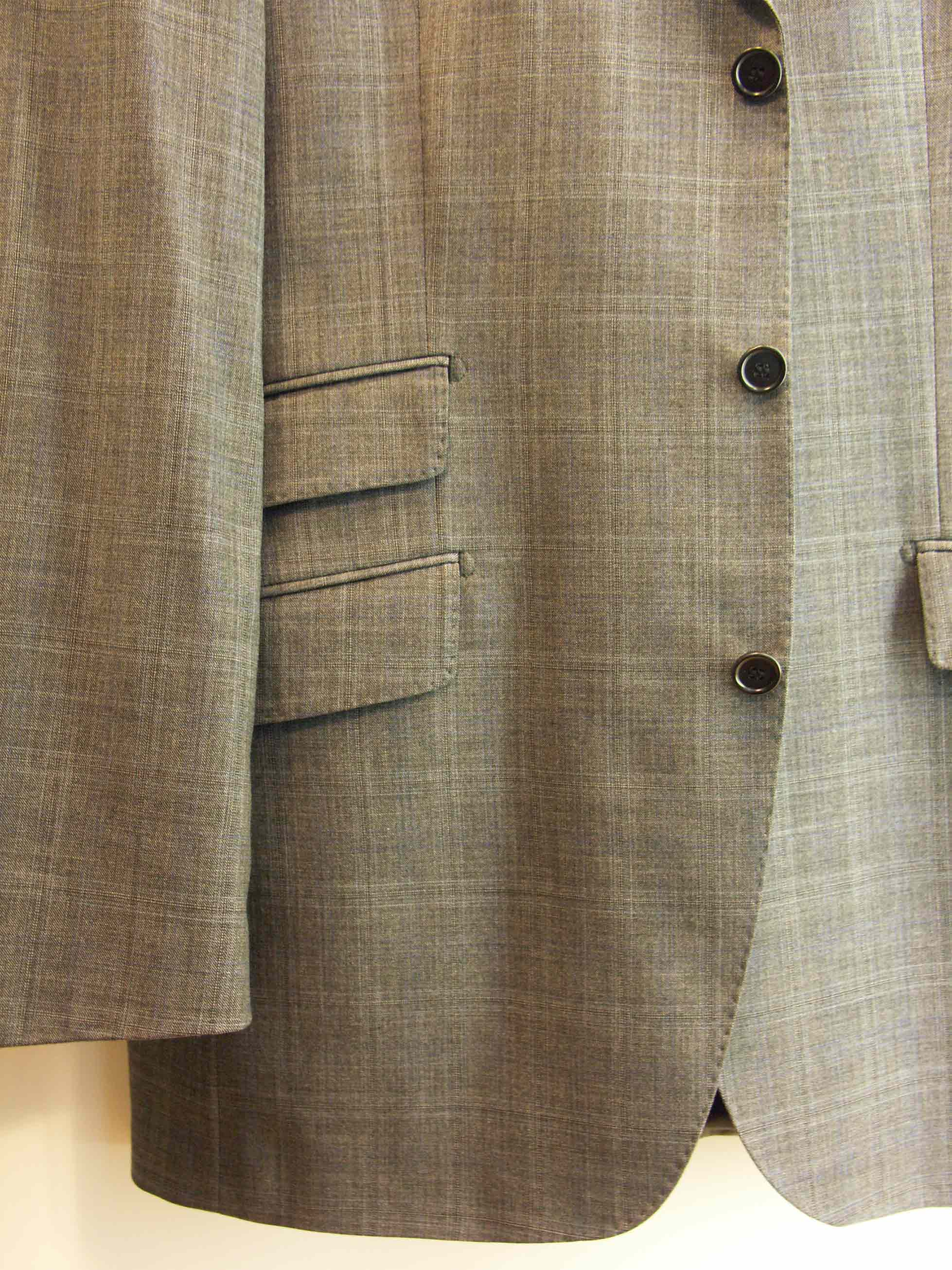
Einreihiges Herrenanzugsakko mit zusätzlicher Billetttasche

Die Billetttasche oder auch Tickettasche auf der rechten Seite des ein- oder zweireihigen Sakkos, angeordnet über der normalen Sakkotasche, wurde ursprünglich zum Verstauen von längeren Straßenbahn- oder Theaterkarten genutzt und ist heute eher selten. Sie verleiht dem Jackett oder Mantel eine sportlich-elegante Note und kommt vor allem bei englischen Modellen vor.